# Capfoguer ibèric
El capfoguer ibèric és un capfoguer de ferro forjat de tipus zoomorf, d'origen iber, trobat durant les campanyes d'excavació desenvolupades entre 1945 i 1958 al Puig Castellar.
Està format per tres peces: una tija horitzontal sostinguda per dos cavallets de dues potes. La tija de secció rectangular, té una llargada de 125 cm. Els seus extrems es troben doblegats cap amunt i rematats amb el coll i cap d'un brau en un extrem i d'un moltó en l'altre. Té aproximadament 36 cm d'alçada, 13,5 cm d'amplada, una llargada total de 125 cm i 30kg de pes i la seva antiguitat data entorn els segles IV-III aC. Funcionalment el capfoguer formaria parella amb una altra peça igual no trobada. Tots dos col·locats de forma paral·lela sostindrien una graella o troncs.